# ヘリオス (競走馬)
競走馬におけるヘリオスとは、
1. 日本の、1957年生まれの競走馬、種牡馬。本項で記述。
2. 日本の、2001年生まれの競走馬[1]。父ジョリーズヘイロー、母父ダンサーズイメージ。地方競馬で2戦するも未勝利に終わった。
3. 日本の、2007年生まれの競走馬[2]。父スパイキュール、母父ウッドマン。中央競馬、地方競馬合わせて32戦8勝の戦績を残した。
4. 日本の、2016年生まれの現役競走馬[3]。父オルフェーヴル、母父フレンチデピュティ。2022年10月現在、リステッド競走を含めたオープン3勝を挙げており、根岸ステークス、黒船賞、かきつばた記念、マイルチャンピオンシップ南部杯では2着、JBCスプリントでは3着となっている。

ヘリオス（欧字名:Helios、1957年5月13日 - 1977年12月2日）は、日本の競走馬、種牡馬。主な勝ち鞍に1960年の京都盃、京都記念・秋、1961年の阪神大賞典、京都記念・秋。

## 経歴
1957年（昭和32年）5月13日、北海道浦河郡浦河町の大島牧場にて生誕。育成トレーニングを積んだ後、京都競馬場の大久保亀治厩舎に入厩する。
1959年（昭和34年）8月15日、3歳夏の函館競馬場での新馬戦に於いてデビュー。厩舎の主戦騎手であった大久保正陽を背にデビュー戦は8着という成績であった。
初勝利はデビュー4戦目の京都競馬場の平場オープンでその後に特別戦で1勝した後は勝つことがなかなか出来ず、1960年（昭和35年）の4歳クラシック路線に乗ることは叶わず、結局4歳春は平場オープンで3勝を挙げたに留まる。しかしその年の第1回宝塚記念（阪神競馬場、芝 1,800m）に果敢に挑戦、4番人気に支持されたがホマレーヒロの8着に敗れた。
宝塚記念の後、夏の札幌競馬場で2戦1勝を挙げると、9月の京都盃で1番人気に応えて重賞初制覇を果たす。だがクラシック最後の菊花賞には見向きもせず、中距離の平場オープンを走った後に11月の京都記念【秋】で勝ち、重賞2勝目を挙げた。この年の暮には第5回有馬記念に出走し、スターロツチ、オーテモン、コマツヒカリなどの強豪と戦うも8着に敗れた。
1960年のヘリオスは、クラシック路線から外れた形での蹄跡であったが、地味な活躍が評価されて啓衆社賞最良スプリンターと競馬ニホン賞昭和35年度準優秀馬に選出された。
1961年（昭和36年）は、正月のニューイヤーステークスを勝った後は中距離路線を進んだが、スワンステークス2着、第2回宝塚記念3着など比較的安定した成績であった。秋は前年に続いて京都記念【秋】を連覇し、阪神大賞典も勝つなど重賞を2勝した。こうした活躍もあり、前年に続いて啓衆社賞最良スプリンターに選出された。
1961年（昭和37年）は中山競馬場での金杯（8着）のあと、京都競馬場での平場オープン1着を最後に現役を引退した。
現役引退後は種牡馬となり、1970年代に活躍して“走る労働者”の異名を取ったイナボレス（サンケイ賞オールカマー、金杯、目黒記念、愛知杯）を世に送り出した。
1977年に死亡した。

## 血統表
| ヘリオスの血統                                        | ヘリオスの血統                            | ヘリオスの血統   | （血統表の出典） | （血統表の出典） |
| 父系                                                  | プリンスローズ系                          | プリンスローズ系 | プリンスローズ系 | [ § 2 ]          |
| 父 *ブッフラー Bouffleur イギリス 1952 栗毛           | 父の父Prince Chevalier フランス 鹿毛 1943 | Prince Rose      | Rose Prince      | Rose Prince      |
| 父 *ブッフラー Bouffleur イギリス 1952 栗毛           | 父の父Prince Chevalier フランス 鹿毛 1943 | Prince Rose      | Indolence        |                  |
| 父 *ブッフラー Bouffleur イギリス 1952 栗毛           | 父の父Prince Chevalier フランス 鹿毛 1943 | Chevalerie       | Abbot's Speed    | Abbot's Speed    |
| 父 *ブッフラー Bouffleur イギリス 1952 栗毛           | 父の父Prince Chevalier フランス 鹿毛 1943 | Chevalerie       | Kassala          |                  |
| 父 *ブッフラー Bouffleur イギリス 1952 栗毛           | 父の母Monsoon イギリス 鹿毛 1941          | Umidwar          | Blandford        | Blandford        |
| 父 *ブッフラー Bouffleur イギリス 1952 栗毛           | 父の母Monsoon イギリス 鹿毛 1941          | Umidwar          | Uganda           |                  |
| 父 *ブッフラー Bouffleur イギリス 1952 栗毛           | 父の母Monsoon イギリス 鹿毛 1941          | Heavenly Wind    | Tai-Yang         | Tai-Yang         |
| 父 *ブッフラー Bouffleur イギリス 1952 栗毛           | 父の母Monsoon イギリス 鹿毛 1941          | Heavenly Wind    | Godetia          |                  |
| 母 *ミスハイペリオン Miss Hyperion アメリカ 1950 栗毛 | 母の父Khaled イギリス 黒鹿毛 1943         | Hyperion         | Gainsborough     | Gainsborough     |
| 母 *ミスハイペリオン Miss Hyperion アメリカ 1950 栗毛 | 母の父Khaled イギリス 黒鹿毛 1943         | Hyperion         | Selene           |                  |
| 母 *ミスハイペリオン Miss Hyperion アメリカ 1950 栗毛 | 母の父Khaled イギリス 黒鹿毛 1943         | Eclair           | Ethnarch         | Ethnarch         |
| 母 *ミスハイペリオン Miss Hyperion アメリカ 1950 栗毛 | 母の父Khaled イギリス 黒鹿毛 1943         | Eclair           | Black Ray        |                  |
| 母 *ミスハイペリオン Miss Hyperion アメリカ 1950 栗毛 | 母の母Mad Joss アメリカ 栗毛 1933         | Bunting          | Pennant          | Pennant          |
| 母 *ミスハイペリオン Miss Hyperion アメリカ 1950 栗毛 | 母の母Mad Joss アメリカ 栗毛 1933         | Bunting          | Frillery         |                  |
| 母 *ミスハイペリオン Miss Hyperion アメリカ 1950 栗毛 | 母の母Mad Joss アメリカ 栗毛 1933         | Jostle           | Mad Hatter       | Mad Hatter       |
| 母 *ミスハイペリオン Miss Hyperion アメリカ 1950 栗毛 | 母の母Mad Joss アメリカ 栗毛 1933         | Jostle           | Joss             |                  |
| 母系(F-No.)                                           | (FN:2-n)                                  | (FN:2-n)         | (FN:2-n)         | [ § 3 ]          |
| 5代内の近親交配                                       | Swynford 5x5                              | Swynford 5x5     | Swynford 5x5     | [ § 4 ]          |
| 出典                                                  | 1. 2. 3. 4.                               | 1. 2. 3. 4.      | 1. 2. 3. 4.      | 1. 2. 3. 4.      |